# Australobolbus lineocollis
Australobolbus lineocollis är en skalbaggsart som beskrevs av Henry Fuller Howden 1992. Australobolbus lineocollis ingår i släktet Australobolbus och familjen Bolboceratidae. Inga underarter finns listade.